# ترمودینامیک آماری
ترمودینامیک آماری یکی از شاخه‌های ترمودینامیک و یکی از کاربردهای دانش آمار در مکانیک و فیزیک به شمار می‌آید. با استفاده از ترمودینامیک آماری می‌توانیم کمیت‌های گوناگون ترمودینامیکی همچون کار (فیزیک)، حرارت، و آنتروپی را در سطح و مقیاس مولکولی شرح و تفسیر نماییم.

## تاریخچه
ایده‌های اوّلیّه مربوط به نظریّهٔ جنبشی گازها به اواسط سدهٔ هجدهم میلادی و به انتشار رساله «هیدرودینامیک» در سال ۱۷۳۸ م توسط ریاضی‌دان و فیزیک‌دان سویسی برنویی باز می‌گردد. او در آنجا مطرح نمود که گازها از تعداد خیلی زیادی ذرّات بسیار ریز تشکیل شده‌اند که به هر سو در حال حرکت و رفت و آمدند. همچنین مطرح شد که ضربهٔ (impact) برخورد این ذرّات بر یک سطح است که به صورت فشار ظاهر می‌شود، و نیز حرارت حاصله، ناشی از انرژی سینتیک آن ذرّات است. جالب توجّه‌است که همان تفسیرها و برداشت‌ها هنوز هم مورد قبول و استفادهٔ دانشمندان است.
مکانیک آماری توسط فیزیکدان اتریشی، لودویگ بولتزمن در 1870 م آغاز شد. ترکیب ترمودینامیک آماری برای اولین بار توسط گیبس در 1902 م مورد استفاده قرار گرفت.